# لورا ۴۶۷
سیارک ۴۶۷ (به انگلیسی: 467 Laura، نامگذاری:1901FY) چهارصد و شصت و هفتمین سیارک کشف شده‌است که در ۹ ژانویه ۱۹۰۱ و در هایدلبرگ کشف شد.
قدر مطلق سیارک برابر ۱۰٫۵۰ است.